# Sauté

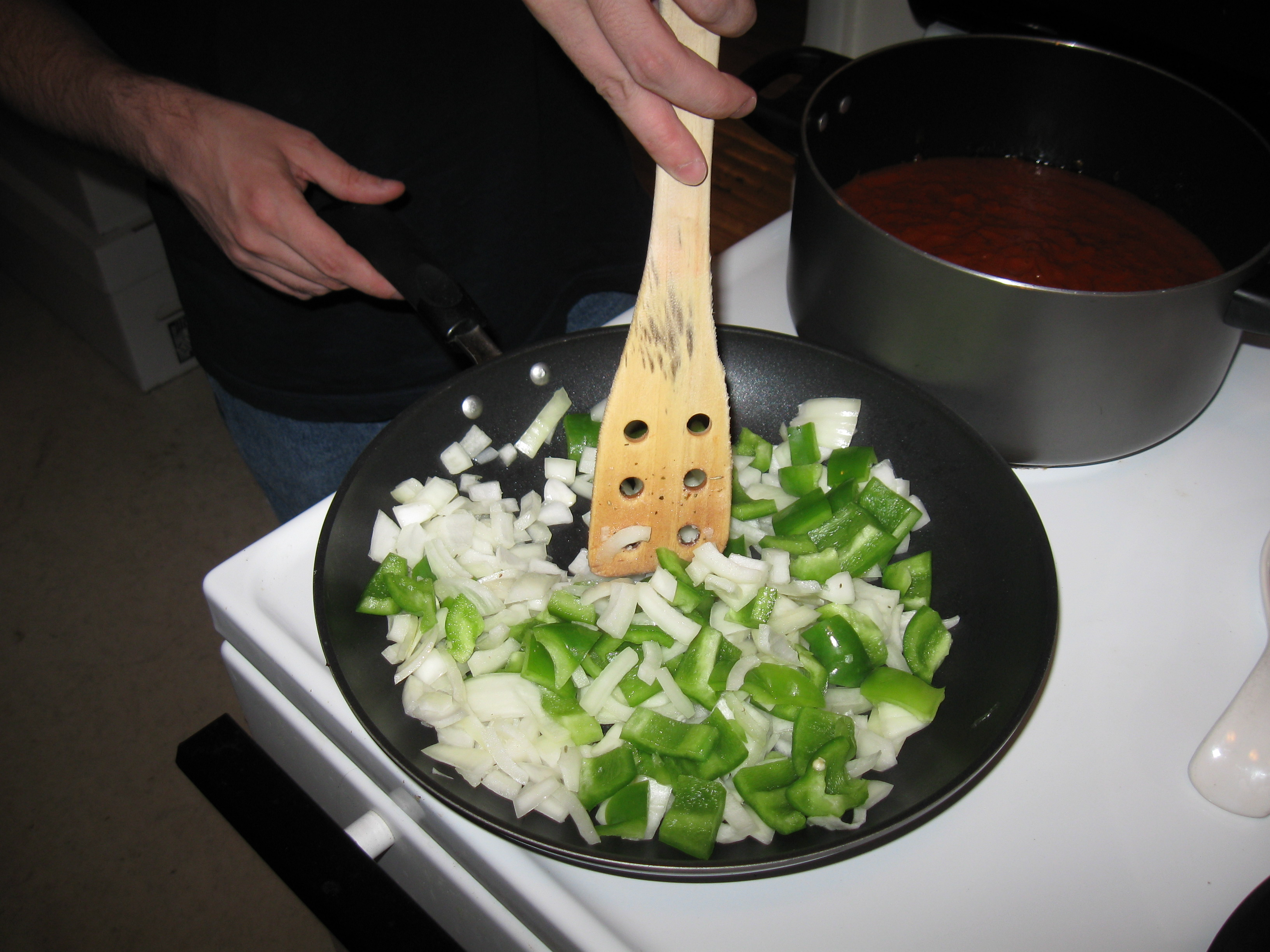
Sauté di cipolle e peperoni.

Il sauté (letteralmente "saltato", participio passato del francese sauter, "saltare, rosolare") è una preparazione culinaria effettuata principalmente facendo rosolare ("saltare") in padella, a fuoco vivo, gli ingredienti principali.
A causa delle forti temperature a cui sono repentinamente sottoposti, intorno agli ingredienti si forma una sorta di pellicola che impedisce la fuoriuscita e la dispersione di sapori, aromi e sali minerali.
Per la tecnica del sauté è molto adatta la cotture in un tipo di padella chiamata saltiere. Viene fatta a fuoco vivo, con o senza aggiunta di grassi.
Con questa tecnica si possono cuocere, oltre alle carni, anche pesci, molluschi, verdure e pasta.
La differenza tra cottura sautée e frittura consiste nel diverso posizionamento dei cibi:
- frittura significa immergere completamente il cibo nell'olio e lasciarvelo tutto il tempo necessario a raggiungere il punto di cottura;
- saltare (rosolare) significa far scivolare il cibo su un leggerissimo strato di grasso sul fondo della padella (grasso che serve solo ad accelerare la trasmissione di calore dalla padella all'alimento). Accelerare la conduzione termica rende l'alimento dorato e croccante (la doratura è dovuta al caramellarsi degli zuccheri contenuti nel cibo, nonché alla reazione di Maillard) e inoltre diminuisce notevolmente il tempo di permanenza del cibo nel grasso di cottura.

## Sautédi frutti di mare

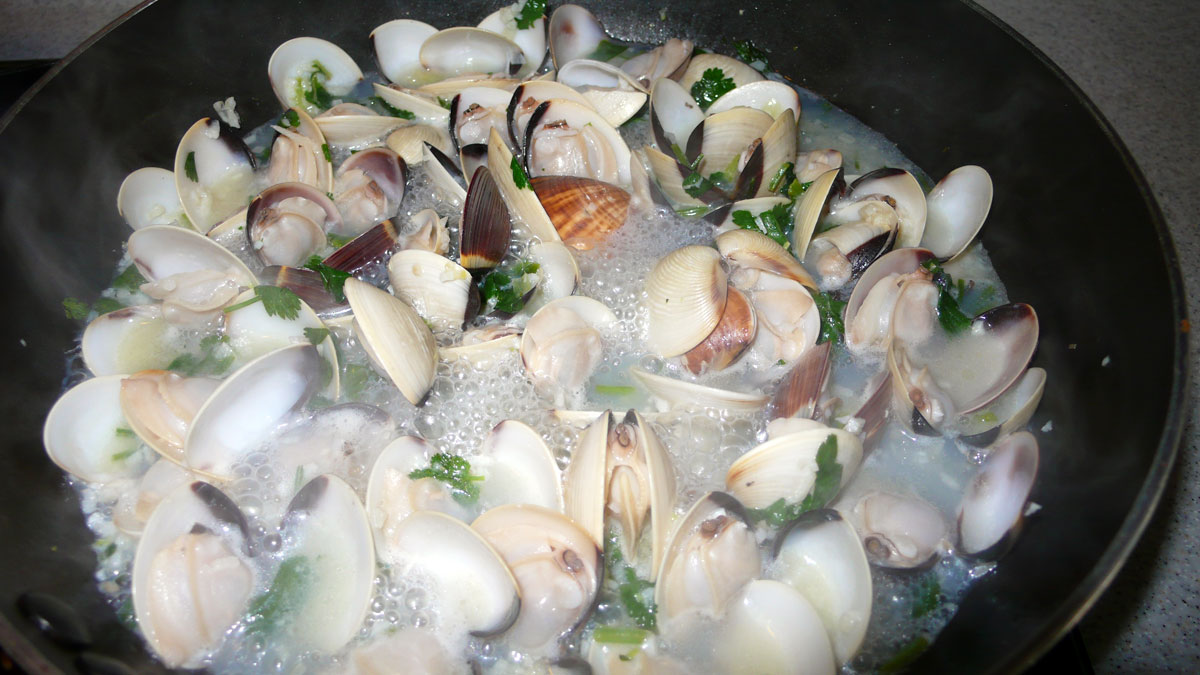
Vongole

Un alimento che ben si presta ad essere sauté è rappresentato dai molluschi: vongole, cozze, cannolicchi.
Saltare direttamente in padella gli ingredienti, dal peperoncino ai molluschi al prezzemolo all'aglio e al vino bianco, è una tecnica di cottura che impedisce agli aromi di disperdersi nel vapore o nel sugo di cottura, trattenendo all'interno degli ingredienti stessi tutto il sapore e il gusto del mare. 
Che potrà poi anche miscelarsi con la pastasciutta, solitamente spaghetti o bavette o linguine. In alcune zone d'Italia, si usa condire con questo preparato gli gnocchi, meglio se di semola (senza patate), che assorbono il gusto dei molluschi senza alterarlo.

## Riso
Altri alimenti ideali per la cottura sautée sono il riso e le verdure.

Saltare il riso in padella richiede molta attenzione e gli strumenti adatti: un tegame con fondo antiaderente e un cucchiaio di legno.

## Sautédi patate

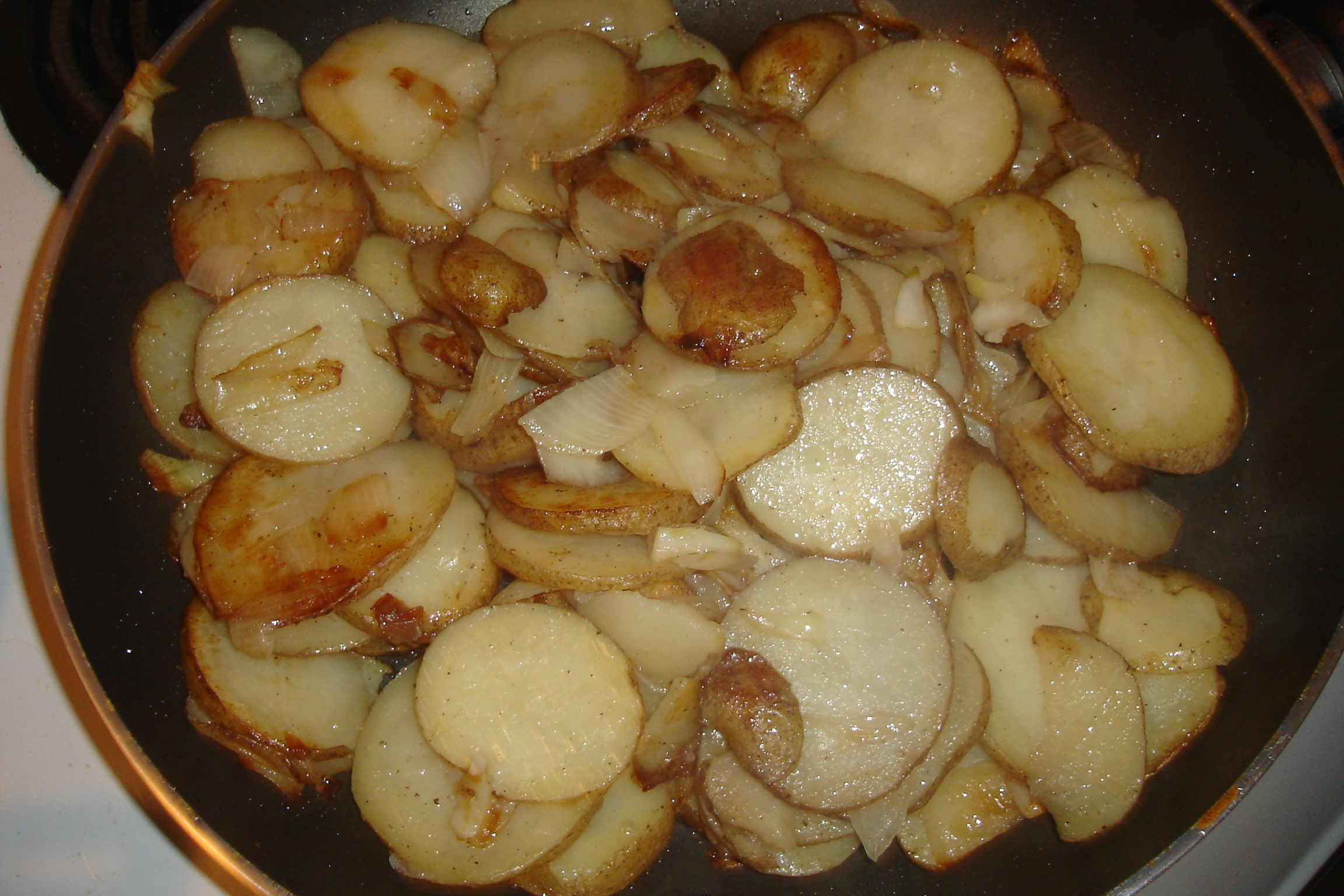
Sautée di patate

Tutti gli ortaggi si prestano bene alla cottura sauté. In particolare, le patate risultano molto gustose se "ripassate" in padella.

Dopo una normale bollitura mediante immersione in acqua bollente, leggermente salata, le patate vengono fatte raffreddare, per facilitarne il taglio a fettine.

Infine, le fettine vengono saltate in padella, con aggiunta di pochissimi grassi (solitamente olio di oliva e aromi a piacere (rosmarino, pepe, sale, prezzemolo, ecc.).

## Sautédi carne

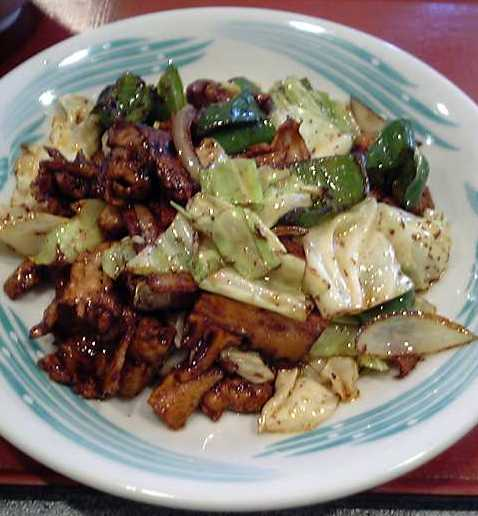
Hoikoro giapponese

Per questo genere di cottura sono più adatte le carni magre o leggermente grasse.

I tagli di seconda qualità farebbero fuoriuscire troppo grasso animale e si perderebbero i vantaggi della cucina sauté.

Per la cottura della carne sauté risulta più idonea una padella di acciaio, meglio se con doppio fondo, che ha una superficie piana e consente una migliore distribuzione dei grassi di cottura sul fondo stesso.
Un esempio di sauté di carne, tipico della cucina giapponese, è l'Hoikôrô, un piatto a base di cavoli, carne di maiale o pollo, aromatizzato con zenzero, aglio e pepe.

## Il burro chiarificato
Il grasso consigliato per la cottura sautée è il burro chiarificato (o concentrato), che si può ottenere anche in casa facendo fondere il burro lentamente, poi lasciandolo riposare fuori dal fuoco.

Per effetto del raffreddamento, le parti liquide si depositano sul fondo ed affiorano le impurità. Al centro rimarrà il grasso purificato, da togliere con un mestolo dopo aver pulito la superficie dalle impurità.

Il siero depositato rimasto sul fondo va eliminato. Il burro così ottenuto può essere conservato anche in frigorifero per molti giorni.
Le caratteristiche del burro chiarificato fanno sì che esso non bruci in cottura, in quanto ha un punto di fumo più alto del burro intero. Inoltre, non vi è presenza di impurità, e questo concorre a rendere gli alimenti dorati e allo stesso tempo succosi, sempre se la cottura viene eseguita correttamente, cioè velocemente.